# Bataille de Harim
Croisade période intermédiaire
La bataille de Harim, de Harenc ou de Artah est une victoire de Nur ad-Din d'Alep sur une coalition de princes croisés, de l'empire byzantin et du prince Thoros II d'Arménie, survenue entre le 10 et le 12 août 1164.
Le roi de Jérusalem Amaury Ier est alors en Égypte où il fait siège de Bilbeis, pour soutenir le vizir Shawar contre l'intervention de Shirkuh, envoyé par le Zengide Nur ad-Din. Ce dernier rassemble ses forces pour faire diversion en Syrie. Il obtient l'aide de son frère Qutb ad-Dîn Mawdûd de Mossoul et celle des Artukides et commence à mettre le siège devant les forteresses franques d'Artah et de Harenc. Constantin Kalamanos, gouverneur byzantin de Cilicie, Thoros, prince d'Arménie, Raymond III de Tripoli, Bohémond III d'Antioche, Josselin III d'Édesse et les Templiers se rassemblent pour lever le blocus.
Nur ad-Din se retire à leur approche. Les chrétiens attaquent son aile droite : elle feint de prendre la fuite, et dans le temps qu'ils sont occupés à la poursuivre, le reste des Musulmans fond sur eux le sabre à la main, et en font un affreux carnage. Soixante chevaliers du Temple sont tués ; dix mille chrétiens seraient restés sur le champ de bataille, selon le chroniqueur kurde Ali Ibn al-Athîr. De nombreux prisonniers sont emmenés à Alep, dont Raymond III de Tripoli, Bohémond III d'Antioche, Josselin III d'Édesse et Hugues VIII de Lusignan. Nur ad-Din prend Harim et Panyas le 18 octobre suivant.

## Sources
- Histoire critique et apologétique de l'ordre des chevaliers du Temple de Jérusalem, dits Templiers, par Claude Mansuet Jeune, de Joly Collaborateur Jean-François-Hubert Guillot, 1789